# Алексеев, Михаил Алексеевич (Герой Социалистического Труда)
Михаил Алексеевич Алексеев (1926-2013) — старший облицовщик Ленинградского завода керамических изделий, Герой Социалистического Труда.

## Биография
Родился 25 октября 1926 года.
Работал облицовщиком Ленинградского завода керамических изделий.
Участник Великой Отечественной войны.
С 1996 года на пенсии, проживал в г. Никольское.
Умер 4 мая 2013 года.

## Награды
- Герой Социалистического Труда (1981).